# 황성범
황성범(黃成範, 1975년 8월 5일~)은 대한민국의 권투 선수, 지도자이다. 2000년 하계 올림픽 복싱 라이트웰터급에 대한민국 국가대표로 참가했다.

## 경력
영산포상고 재학 시절인 1993년 5월 테국 방콕에서 열린 1993년 아시아 주니어 선수권 대회에서 준우승을 차지했다.
고교 졸업 후 용인대학교로 진학했으며 군 복무를 위해 국군체육부대에 입대하여 권투를 계속했다. 1999년 8월 크로아티아 자그레브에서 열린 1999년 세계 군인 체육 대회에 참가했고 라이트웰터급 8강에 올랐다. 같은 해 10월에는 우즈베키스탄 타슈켄트에서 열린 1999년 아시아 선수권 대회에 참가하여 개최국 우즈베키스탄의 무함맛카디르 아브둘라예프의 뒤를 이어 준우승을 차지했다.
2000년 9월 오스트레일리아 시드니에서 열린 2000년 하계 올림픽 라이트웰터급에 참가했으며 첫 상대인 폴란드의 마리우시 첸드로프스키를 14-9로 꺾었으나 다음 상대인 러시아의 알렉산드르 레오노프에게 10-14로 패해 탈락했다.
은퇴 후에는 권투 지도자로 활동하고 있으며 시흥 군서중학교 권투부 코치, 용인대 권투부 코치를 거쳐 현재 포곡고등학교 권투부 코치를 맡고 있다.

## 개인사
외조카 함상명도 권투 선수이다.